# Syntrechalea tenuis
Syntrechalea tenuis là một loài nhện trong họ Trechaleidae.
Loài này thuộc chi Syntrechalea. Syntrechalea tenuis được Frederick Octavius Pickard-Cambridge miêu tả năm 1902.